# Viscount Ingleby

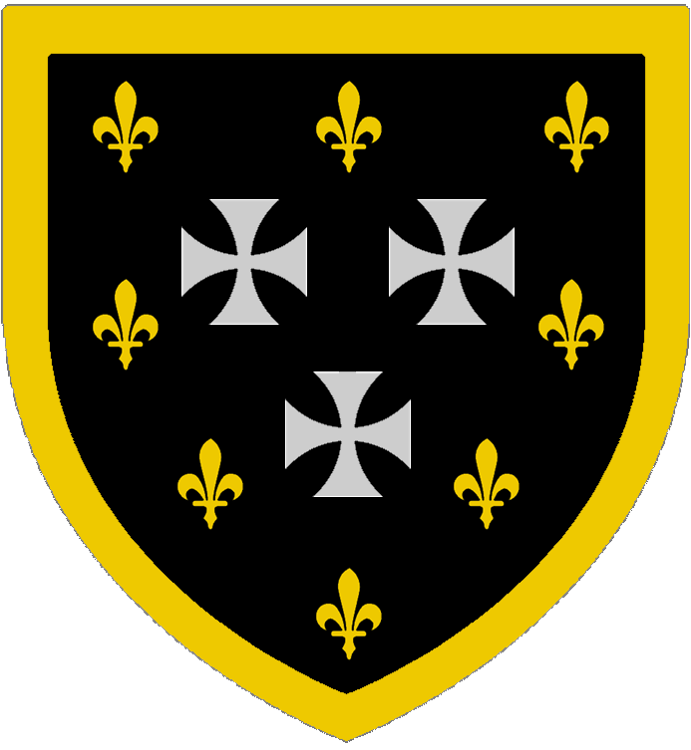
Wappen der Viscounts Ingleby

Viscount Ingleby, of Snilesworth in the North Riding of the County of York, war ein erblicher britischer Adelstitel in der Peerage of the United Kingdom.
Familiensitz der Viscounts war Snilesworth Lodge bei Osmotherley in North Yorkshire.

## Verleihung und Erlöschen
Der Titel wurde am 17. Januar 1956 für den konservativen Politiker Osbert Peake geschaffen. Dieser war von 1951 bis 1953 Minister für die Nationalversicherung sowie von 1953 bis 1955 Minister für Pensionen und die Nationalversicherung gewesen.
Der Titel erlosch beim Tod seines Sohnes, des 2. Viscounts, am 14. Oktober 2008, da dessen einziger Sohn Richard bereits 1975 kinderlos verstorben war.

## Liste der Viscounts Ingleby (1956)
- Osbert Peake, 1. Viscount Ingleby (1897–1966)
- Martin Peake, 2. Viscount Ingleby (1926–2008)